# عضلة حرقفية
العضلة الحرقفية (بالإنجليزية: Iliacus muscle)‏ هي عضلة مسطحة والتي تملئ الحفرة الحرقفية.
- المنشأ: من الحفرة الحرقفية قسمها العلوي.
- المرتكز: تسير أليافها نحو الأصفل خلف الرباط الإربي وتكون وحشية بالنسبة للبسواس وترتكز على المدور الصغير.
- التعصيب: العصب الفخذي فرع الضفيرة القطنية.
- العمل:

1. عطف الفخذ على الحوض بمستوى المفصل الوركي.
2. تديره نحو الإنسي وعندما يكون الفخذ ثابتاً فهي تعطف الجذع على الفخذ.